# Chrysaphius
Chrysaphius (Oudgrieks: Χρυσάφιος) was een eunuch aan het Oost-Romeinse hof, die van circa 408 tot 450 eerste minister van Theodosius II was.
Op het toppunt van zijn macht was hij de feitelijke heerser van het keizerrijk. Hij streefde naar een beleid van appeasement ten opzichte van de Hunnen. De kosten in goud daarvan waren echter veel hoger dan die van een mogelijke militaire campagne. Door corruptie vergaarde hij een enorm fortuin.
In de literatuur wordt hij meestal afgeschilderd als een sinister figuur. In het bijzonder de Britse historicus Edward Gibbon laat zich zeer negatief over hem uit. 